# Bus Rapid Transit
Bus Rapid Transit (BRT) sau autobuzele de transport rapid este definit ca un sistem de transport în masă care utilizează tehnologia autobuzelor care circulă pe benzi speciale preferențiale cu scopul de a crește viteza transportului rutier tradițional, atingând performanțe comparabile cu cele ale unui metrou clasic.
Termenul este aplicat unei mari varietăți de sisteme de transport public care utilizează autobuze sau autobuze ghidate (Phileas, O-Bahn, Bombardier GLT) pentru a oferi servicii mai rapide decât sistemul tradițional de transport rutier. Se realizează adesea prin îmbunătățirea infrastructurii, vehiculelor și orarelor existente. Scopul acestor sisteme este de a aduce calitatea serviciului mai aproape de sistemele de ghidare constrânse (feroviare), dar menținând costurile mai mici decât sistemele bazate pe autobuze. Expresia BRT este utilizată în principal în America de Nord; în Europa și Australia, în alte locuri se numește în mod obișnuit busway sau quality bus.